# Samsung Health
Samsung Health (originariamente S Health) è un'applicazione per cellulari gratuita sviluppata da Samsung che serve a monitorare vari aspetti della vita quotidiana che contribuiscono al benessere, come attività fisica, dieta e sonno.
Lanciata il 2 luglio 2012, con il nuovo smartphone Samsung, Galaxy S3, l'applicazione è stata installata di default solo su alcuni smartphone del marchio. Potrebbe anche essere scaricato dal Samsung Galaxy Store.
A partire da metà settembre 2015, l'applicazione è disponibile per tutti gli utenti Android con almeno la versione KitKat 4.4, successivamente spostata alla versione 6.0. A partire dal 2 ottobre 2017, l'app è disponibile per iPhone da iOS 9.0.
L'applicazione è installata di default su alcuni modelli di smartphone Samsung e non può essere disinstallata senza permessi di root. È possibile disabilitare questa applicazione.
L'app ha cambiato il suo nome da S Health in Samsung Health il 4 aprile 2017, con il rilascio della versione 5.7.1.
L'applicazione supporta la modalità a colori scuri (Modalità Notte) a partire dalla versione 6.9.0.051, pubblicata nel febbraio 2020.

## Informazioni utente
Informazioni necessarie per utilizzare l'applicazione:
- Nome e cognome (o nickname)
- E-mail
- Genere (maschio o femmina)
- Data di nascita
- Altezza
- Peso
- Livello di attività (diviso in Sedentario, Piuttosto attivo, Attivo e Molto attivo)

## Funzionalità

### Caratteristiche principali
- Stabilire obiettivi o utilizzare gli obiettivi suggeriti dall'app per migliorare i suoi risultati
- Pedometro
- Riepiloghi settimanali delle caratteristiche principali
- Monitoraggio delle attività tenendo conto delle sessioni di Marketing e sportive
- Monitoraggio dietetico (calorie e nutrienti assorbiti) (non più disponibile dalla versione 6.11 per Samsung Health Mobile, 4.10 per Samsung Health Galaxy Watch)
- Monitoraggio del peso
- Monitoraggio del sonno

### Altre caratteristiche
- Valutazioni del numero di passi in diversi gruppi (tutti gli utenti, gruppi di età o amici)
- Sfide globali
- Creare sfide sul numero di passi
- Misurazione della frequenza cardiaca
- Misura di temperatura e umidità (non più disponibile)
- Misura della luce ultravioletta (non più disponibile)
- Monitoraggio del consumo di acqua
- Monitoraggio del consumo di caffeina (non più disponibile dalla versione 6.11 per Samsung Health Mobile, 4.10 per Samsung Health Galaxy Watch)
- Gestione del peso (non più disponibile dalla versione 6.11 per Samsung Health Mobile, 4.10 per Samsung Health Galaxy Watch)
- Monitoraggio della glicemia
- Monitoraggio della pressione arteriosa
- Monitoraggio saturazione di ossigeno
- Monitoraggio dello stress
- Monitoraggio dei Piani
- Monitoraggio indice energia giornaliero con AI con l'aggregazione dei dati misurati (a partire da Galaxy Watch 7 e successivi)
- Monitoraggio indice AGEs by Diagnoptics (a partire da Galaxy Watch 7 e successivi)
- Monitoraggio apnea del sonno (a partire da Galaxy Watch 7 e successivi)
- Monitoraggio del sonno attivo
- Monitoraggio del russare
- Salute della donna (dati relativi al ciclo e alle mestruazioni) (aggiunto il 18 febbraio 2020 con la versione 6.9.00.051)

### Misurazione della temperatura e dell'umidità
Questa funzionalità è stata aggiunta ad aprile 2013 con il rilascio del Samsung Galaxy S4, il primo smartphone del marchio dotato di sensori di temperatura e umidità. La misurazione di queste due variabili consente all'applicazione di valutare il livello di comfort di una stanza in cui si trova.

### Misurazione UV
Questa funzionalità è stata aggiunta alla fine di ottobre 2014 con il lancio del Samsung Galaxy Note 4 . Grazie al sensore situato sul retro dello smartphone e orientandolo di alcuni secondi verso il sole, si ottiene una misurazione dell'intensità UV. I risultati sono distribuiti su cinque livelli di intensità: basso, moderato, alto, molto alto ed estremo. Quindi, le informazioni contenute nell'applicazione indicano le precauzioni da prendere in base alle diverse intensità.

### Misurazione della frequenza cardiaca
La disponibilità della funzione di misurazione della frequenza cardiaca coincide con il rilascio del Samsung Galaxy S5 che ha un sensore integrato. Questa funzione è limitata per prendere la misurazione puntualmente e a riposo.
L'applicazione supporta anche sensori cardiaci di altri produttori. È in grado di generare un grafico in funzione del tempo delle diverse frequenze raggiunte durante una sessione sportiva e di altre informazioni come la frequenza cardiaca media e massima raggiunta.

### Pedometro
Il conteggio dei passi è una funzionalità integrata con Samsung Health con l'arrivo del Samsung Galaxy S4 ad aprile 2013.
L'obiettivo predefinito è raggiungere 6.000 passi al giorno. Questo numero sarebbe una raccomandazione dell'Organizzazione mondiale della sanità.
L'app calcola anche altri dati come la distanza percorsa, il numero di calorie bruciate e il numero di passi effettuati ad un buon ritmo. Secondo le informazioni dell'applicazione, si ottiene un buon ritmo quando viene mantenuta una velocità di almeno 100 passi al minuto per dieci minuti.
A livello visivo, possiamo usare i dati con grafici diversi:
- In un giorno di 24 ore con un istogramma che mostra l'attività (numero di passaggi) in incrementi di 24 minuti (60 fette di 24 minuti in un giorno)
- Andamenti giornalieri, settimanali e mensili che mostrano il numero medio di passi giornalieri effettuati.

È possibile scegliere la fonte dei dati registrati. O usiamo i dati dello smartphone o quelli registrati da un accessorio Samsung compatibile.

### Sii attivo
Questa funzione misura l'attività giornaliera espressa in minuti. Di default l'applicazione calcola automaticamente il tempo di camminata (di default è impostato a 6000 passi al giorno) e il tempo di corsa (più di cento passi al minuto). L'obiettivo da raggiungere è impostato di default a sessanta minuti al giorno.
È possibile registrare manualmente una sessione di attività (corsa, camminata, trekking, ciclismo, ecc.). Parametri specifici come distanza, durata, disposizione del percorso, profilo altimetrico, frequenza cardiaca, calorie bruciate saranno registrati in base all'attività scelta.

### Descrizione delle attività
| Attività Principali | Impostazioni salvate durante la sessione di attività (GPS abilitato)                             | Impostazioni salvate con accessori      | Funzionalità aggiuntive |
| ------------------- | ------------------------------------------------------------------------------------------------ | --------------------------------------- | --- |
| Gare                | Percorso del corso, velocità rispetto al tempo, velocità media per ogni chilometro percorso      | Frequenza cardiaca                      | Guida audio, riproduzione musicale, scattare foto e aggiungere immagini                                                     |
| Camminare           | Percorso del tempo                                                                               | Frequenza cardiaca                      | Guida audio, riproduzione musicale, scattare foto e aggiungere immagini                                                     |
| Escursionismo       | Profilo altimetrico, percorso tracciato, velocità basata sul tempo                               | Frequenza cardiaca                      | Guida audio, riproduzione musicale, scattare foto e aggiungere immagini                                                     |
| Bicicletta          | Percorso del corso, velocità in funzione del tempo, velocità media per ogni chilometro viaggiato | Frequenza cardiaca, velocità e pedalata | Guida audio, riproduzione musicale, importazione ed esportazione di tracce in formato gpx, scattare foto ed aggiungere foto |

Dettagli registrati comuni a tutte le attività: tempo, distanza, calorie bruciate, velocità media, velocità massima, passo medio, passo massimo, punto più alto, dislivello, salita totale, discesa totale.
Dettagli registrati con accessori compatibili: frequenza cardiaca media e massima (con sensore di frequenza cardiaca), frequenza di pedalata media e massima.
Notare che quando viene registrato un solo sensore di velocità, S Health utilizza le informazioni fornite da quest'ultimo per stabilire le statistiche di distanza e velocità per la sessione di bici. Ciò consente di ottenere dati più precisi di quelli ottenuti dal sensore GPS di uno smartphone. D'altra parte, l'uso di un sensore della frequenza cardiaca non modifica il calcolo delle calorie bruciate. Ma l'uso della frequenza cardiaca (associato alle informazioni dell'utente) è più rilevante per il calcolo del dispendio energetico durante lo sforzo fisico come l'applicazione Pulsense da Epson e Fitbit con la sua tecnologia PurePulse.
Altre attività secondarie sono presenti nell'applicazione nell'attività "Sport". Addominale incluso è, aerobica, arti marziali, canottaggio, badminton, danza, calcio, baseball, basket, beach volley, bowling, boxe, canoa, orienteering, cricket, danza, ballo da sala, danza su ghiaccio, deltaplano, circuito di pilotaggio, equitazione, arrampicata, escursioni, football americano, frisbee, golf, pallamano, hockey, hockey su ghiaccio, hula hoop, kayak, kitesurf, stepper, nuoto, pattinaggio, pilates, windsurf, immersioni, snorkeling, macchina da Step, pompe, raquetball, Rafting, canottaggio, racchette da neve, pattinaggio, pattinaggio a rotelle, rugby, saltare la corda, sci, sci alpino, sci di fondo, sci d'acqua, snowboard, softball, squash, stretching, tapis roulant, tennis, ping pong, tiro con l'arco, piegamento, cyclette, ellittica, vela, pallavolo, mountain bike, yacht e yoga.
La principale differenza tra le attività secondarie è l'uso della funzione GPS.
per la registrazione di tracce. Se si tratta di un'attività interna, la funzione GPS dello smartphone non verrà attivata.

### Medico a disposizione (USA)
Esiste la possibilità di mettersi in contatto con un medico 24 ore al giorno 7 giorni su 7, è purtroppo disponibile solo negli USA.

### Obbiettivo di allenamento
A seconda delle attività, è possibile scegliere un obiettivo da raggiungere:
- Distanza target
- Durata dell'obiettivo
- Numero di calorie bruciate da raggiungere
- Rhythm (disponibile solo per la corsa)
- Tracciamento di un percorso (disponibile solo per bici)

### Audio guide
Questa funzione, se abilitata, fornisce informazioni sulla sessione corrente a intervalli regolari come la durata dell'esercizio, la distanza totale percorsa, il tempo trascorso per ogni chilometro percorso. Gli intervalli di notifica sono personalizzabili a distanza (500 m , 1 km o 5 km) o in tempo (5 min, 10 min, 30 min o 60 min).

## Monitoraggio del cibo e del peso

### Principio
La funzione Cibo è stata aggiunta in sintonia con l'uscita del Samsung Galaxy S5 ad Aprile 2014. Il principio è quello di aggiungere il cibo consumato ai pasti corrispondenti. Visualizziamo quindi le calorie consumate e l'apporto di sostanze nutritive. Attivando l'obiettivo,  è quindi necessario rispettare un numero di calorie consumate al giorno con un margine di più o meno il 10%. L'obiettivo predefinito viene impostato dall'applicazione in base alle informazioni dell'utente. È personalizzabile.

### Operazioni
Gli alimenti possono essere selezionati attraverso la funzione Cerca, Preferiti o I miei alimenti. Quindi vengono quantificati in base al servizio, alla massa, al volume o al valore calorico, quindi aggiunti al pasto. L'app offre sei pasti che possono contenere fino a trenta cibi ciascuno:
- Colazione
- Pranzo
- Cena
- Spuntino mattina
- Spuntino pomeriggio
- Spuntino serale

Le informazioni nutrizionali sugli alimenti sono fornite dal sito Web FatSecret . Quindi devi avere una connessione internet per creare i pasti. Notiamo che i risultati di una ricerca vengono visualizzati nel seguente ordine: in cima all'elenco ci sono quelli risultanti dai preferiti (pasti e cibi), quindi quelli più usati, quindi solo dopo i risultati provenienti dalla ricerca su internet.
L'applicazione consente all'utente di eseguire tre tipi di registrazioni:
- Il cibo può essere salvato nei preferiti (Preferiti).
- Il cibo può essere creato con la possibilità di definire tutte le informazioni nutrizionali elencate di seguito (I miei alimenti).
- I pasti possono anche essere registrati con un massimo di trenta cibi ciascuno.

I nutrienti gestiti dall'applicazione sono:
- Carboidrati
- Grasso
- Proteine
- Fibre
- Potassio
- Vitamina A
- Vitamina C
- Calcio
- Ferro
- Grassi saturi
- Sodio

### Analisi alimentare
Samsung Health fornisce all'utente le quantità di nutrienti assorbiti e le quantità raccomandate (un minimo, un intervallo o un massimo). L'app valuta il bilancio dei nutrienti su 100 punti. A partire da 80 anni, assegna una ricompensa "pasto equilibrato".
A livello visivo, è possibile sfruttare i dati del cibo con:
- Un istogramma che rappresenta le calorie consumate in relazione all'obiettivo impostato;
- la lista dei nutrienti;
- la valutazione nutrizionale.

Gli articoli di cui sopra possono apparire ogni giorno, settimanalmente o mensilmente.

### Difficoltà nel monitoraggio degli alimenti
La difficoltà nel tracciare il cibo deriva dal numero di dati che l'utente deve registrare manualmente più volte al giorno (cibo, quantità). Questo può essere scoraggiante, soprattutto quando si utilizza una composizione pasto ingrediente-per-ingrediente. Inoltre, va notato che cibo o pasti non sono necessariamente resi disponibili con la razione che corrisponde all'utente (esempio di vasetto da 125 g di yogurt messo in opposizione al piatto di pasta). È quindi necessario considerare temporaneamente o permanentemente l'uso di un bilancio alimentare in modo che le informazioni registrate siano vicine alla realtà.

### Peso
Il rilevamento del peso è disponibile dalla prima versione dell'applicazione. Basta inserire il peso manualmente o utilizzare una bilancia collegata compatibile.
In base ai dati di peso e alle dimensioni dell'utente, l'applicazione calcola anche l'indice di massa corporea.
L'utente può impostare un obiettivo di peso da raggiungere.
L'app tiene traccia anche delle tendenze in termini di variazione di peso per giorno, settimana e mese. Tuttavia, dal passaggio alla versione 4 di aprile 2015, non è più possibile ingrandire il grafico delle tendenze per scegliere la durata che si desidera visualizzare. La visualizzazione dell'andamento del peso sullo schermo è quindi limitata a nove giorni, sette settimane o cinque mesi.

## Monitoraggio del sonno
Questa funzione è stata aggiunta contemporaneamente a quella per la misurazione UV. Tuttavia, per utilizzarlo completamente, è necessario indossare un accessorio Samsung compatibile come il marchio Activity Tracker EI-AN900 Archiviato il 14 aprile 2019 in Internet Archive., Gear Fit o Smart Watches. Infatti, sebbene gli smartphone abbiano un accelerometro, Samsung ha preferito che l'utilizzatore utilizzasse un sensore esterno per rilevare i movimenti. Al contrario, l'applicazione dedicata al sonno di Android consente di posizionare il proprio smartphone sul materasso su cui si dorme per ottenere le informazioni sui movimenti durante il sonno.
I dati registrati da uno degli accessori Samsung devono essere sincronizzati con Samsung Health e si otterrà un grafico che mostra la qualità del sonno in funzione del tempo. La qualità del sonno può essere:
- Agitato
- Leggero
- Senza movimento

È inoltre possibile utilizzare la funzione senza accessori inserendo manualmente la sveglia e l'ora di sveglia. L'applicazione valuta quindi la regolarità del tempo di sonno.
A livello visivo, è possibile sfruttare i dati del sonno con grafici diversi:
- Su un istogramma che rappresenta la qualità del sonno per ogni notte.
- Tendenze giornaliere, settimanali e mensili che mostrano la durata media del sonno e l'efficacia.

## Monitoraggio dello Stress, della pressione arteriosa (SpO2) e della frequenza cardiaca
Con la versione 5.4 compare la possibilità di misurare, anche in contemporanea, dei nuovi valori. Potremo infatti avere un’idea del nostro livello di stress, accompagnato dalla frequenza cardiaca e dal livello di saturazione dell’ossigeno (SpO2), parametri importanti per comprendere meglio il nostro stato di salute.

## Riepiloghi settimanali
Questa funzione accessibile dal menu  di navigazione fornisce un confronto settimanale sui seguenti dati: media dei minuti di attività giornaliera, media dei passi giornalieri, durata media del sonno giornaliero, analisi consumo calorie settimanale, analisi sonno settimanale e informazioni sul peso. Con i primi tre dati sopra elencati c'è anche il confronto con un gruppo. Ad esempio, uomini o donne che usano Samsung Heath.

## Sfide globali
Le sfide globali sono state aggiunte alla fine di maggio 2017 nella versione 5.9.0.029. Le sfide globali durano un mese e l'obiettivo è di compiere 200.000 passi. Una volta raggiunto l'obiettivo, l'applicazione metterà un badge sul mese. Ogni sfida è rappresentata da un animale che "racconta" una varietà di informazioni.
| Mese/Anno                    | Nome           | Animale         |
| ---------------------------- | -------------- | --------------- |
| Giugno 2017/2018/2019/2020   | Broccoli       | Volpe           |
| Luglio 2017                  | Pomodoro       | Suricato        |
| Agosto 2017                  | Avocado        | koala           |
| Settembre 2017               | Spiaggia       | Tartaruga       |
| Ottobre 2017                 | Tè verde       | Panda           |
| Novembre 2017/2018/2019/2020 | Chiaro di luna | Gufo            |
| Dicembre 2017/2018/2019/2020 | Neve           | Orso Polare     |
| Gennaio 2018/2019/2020       | Igloo          | Pinguino        |
| Febbraio 2018/2019/2020      | Spa            | Scimmia/ Orango |
| Marzo 2018/2019/2020         | Giungla        | Pappagallo      |
| Aprile 2018/2019/2020        | Deserto        | Volpe           |
| Maggio 2018/2019/2020        | Lavanda        | Cerbiatto       |
| Giugno 2017/2018/2019/2020   | Broccoli       | Volpe           |
| Luglio 2018/2019/2020        | Spiaggia       | Tartaruga       |
| Agosto 2018/2019/2020        | Tè verde       | Panda           |
| Settembre 2018/2019/2020     | Pomodoro       | Suricato        |
| Ottobre 2018/2019/2020       | Avocado        | koala           |
| Novembre 2017/2018/2019/2020 | Chiaro di luna | Gufo            |
| Dicembre 2017/2018/2019/2020 | Neve           | Orso Polare     |

## Premi/Ricompense
L'app premia le riconpense in base alle prestazioni raggiunte. I dettagli sono forniti per le principali funzioni e attività:
| Funzioni                                                  | Ricompense                 | Condizione di attribuzione                                                                                                   |
| --------------------------------------------------------- | -------------------------- | --- |
| Correre, camminare, fare escursioni, andare in bicicletta | Massimo calorie bruciate   | La maggior quantità di calorie bruciate durante una sessione                                                                 |
| Corsa                                                     | Distanza accumulata        | Ogni volta che le sessioni cumulative in esecuzione raggiungono la distanza di 42,195 km o la distanza di una maratona       |
| Correre, camminare, andare in bicicletta                  | Miglior ritmo              | Il tempo più breve per percorrere un chilometro                                                                              |
| Correre, camminare, fare escursioni, andare in bicicletta | La distanza più lunga      | La distanza più lunga registrata durante una sessione                                                                        |
| Correre, camminare, fare escursioni, andare in bicicletta | Durata più lunga           | Durata più lunga registrata durante una sessione                                                                             |
| Correre, camminare, andare in bicicletta                  | Massima velocità           | La massima velocità raggiunta durante una sessione                                                                           |
| Sii più attivo                                            | Obbiettivo raggiunto       | Quando viene raggiunto o superato il numero di minuti di attività impostati dall'obiettivo (60 per impostazione predefinita) |
| Sii più attivo                                            | Il giorno più attivo       | La più lunga durata dell'attività registrata in un giorno                                                                    |
| Mangiare meglio                                           | Obbiettivo raggiunto       | Consumo di calorie a più o meno il dieci percento dell'obiettivo                                                             |
| Mangiare meglio                                           | Pasto equilibrato          | Quando il bilancio dei nutrienti è uguale o superiore a 80/100                                                               |
| Pedometro                                                 | Obbiettivo raggiunto       | Quando viene raggiunto o superato il numero di passi impostati dall'obiettivo (6.000 per impostazione predefinita)           |
| Pedometro                                                 | Più grande numero di passi | Più grande numero di passi compiuti in un giorno                                                                             |
| Fare escursioni                                           | Altitudine più alta        | Guadagno elevazione più importante raggiunto durante una sessione                                                            |
| Monitoraggio del sonno                                    | Sdraito un tempo           | Rispetto del tempo definito del letto a più o meno trenta minuti                                                             |
| Monitoraggio del sonno                                    | Regolarità ore di sonno    | Rispetto delle ore definite di andare a letto e svegliarsi fino a trenta minuti                                              |
| Monitoraggio del sonno                                    | Svegliati in tempo         | Rispetto del tempo impostato della sveglia a più o meno trenta minuti                                                        |
| Andare in bicicletta                                      | Distanza accumulata        | Ogni volta che le sessioni di bici cumulative raggiungono la distanza di 100 km                                              |

## Compatibilità con gli accessori
Dal suo lancio, l'applicazione è compatibile con vari accessori come i monitor della pressione arteriosa o dispositivi di misurazione del glucosio prodotti da altre marche come Lifescan e Omron.
Oggi gli accessori compatibili Samsung o altri produttori sono più numerosi. L'applicazione e il sito Web dedicato forniscono una lista. C'è:
- Apparecchio per misurare il livello di glucosio nel sangue
- Bilance intelligenti
- Sensori cardiaci: sensore Garmin e ANT + geonaute decathlon
- Sensori di attività (limitati ai modelli di marca Samsung come Activity Tracker EI-AN900 Archiviato il 14 aprile 2019 in Internet Archive., Charm, Gear Fit, Gear Fit 2, IconX
- Sensori di cadenza, velocità o combinazione per il ciclismo
- Smart Watch (limitatii ai modelli di marca Samsung)
- Sfigmomanometri

L'applicazione è in grado di cercare dispositivi che utilizzano standard di comunicazione Bluetooth, Bluetooth Low Energy e ANT +. Tuttavia, Samsung non specifica la gamma di compatibilità.

## Raccolta dati di applicazioni di terze parti
È infatti possibile collegare l'app Samsung Health con altre applicazioni come "Endomondo", "Nike + Running", "Lifesum", "Sleep as Android".
Ciò rende possibile raccogliere i dati da questi e riunirli nell'interfaccia di Samsung Health, consentendo una visione compilata ed efficiente dei dati sanitari sparsi tra diverse applicazioni.
Ad esempio, l'app Endomondo offre la visualizzazione delle calorie bruciate quando è collegato un cardiofrequenzimetro. In effetti i risultati sono diversi con o senza la misurazione della frequenza cardiaca. Ma Samsung Health offre un solo algoritmo per il calcolo delle calorie bruciate che funziona con o senza la misurazione della frequenza cardiaca. È un pregiudizio di Samsung, proprio come gli altri editori come Strava. Il fatto di essere in grado di esportare i dati di Endomondo rende quindi possibile colmare questa lacuna.
Altri editori offrono calcoli sulle calorie basati sulla frequenza cardiaca come IP Bike, MIO GO e Wahoo, ma non offrono l'esportazione di dati a Samsung Health.

## Applicazioni simili
Applicazioni simili sono quelle che forniscono almeno la gestione di attività fisica, dieta e sonno.
- Epson Pulsense View e Epson Runconnect: queste applicazioni richiedono uno o più accessori compatibili del marchio.
- Fitbit: questa applicazione richiede di avere un sistema di tracciamento del marchio.
- Misfit: questa applicazione richiede di avere un sistema di tracciamento del marchio.
- Jawbone Up: sono disponibili due app che consentono di scegliere se utilizzare un sistema di tracciamento del marchio o uno smartphone.
- Google Fit:

## Autorizzazioni necessarie
Per essere utilizzato in tutte le sue funzionalità, è necessario che Samsung Health disponga delle seguenti autorizzazioni:
- Memoria: accedere a foto, contenuti multimediali e file sul dispositivo.
- Contatti: accedere ai contatti.
- Telefono: eseguire e gestire le telefonate.
- Fotocamera: scattare foto e registrare video.
- Geolocalizzazione: accedere alla posizione.
- Microfono: registrare audio.